# Surely You're Joking, Mr. Feynman!
"Surely You're Joking, Mr. Feynman!": Adventures of a Curious Character é um livro com uma coleção de lembranças do físico Richard Feynman, ganhador do Prêmio Nobel. O livro, lançado em 1985, abrange uma variedade de situações na vida de Feynman, incluindo sua participação no Projeto Manhattan (no mesmo período em que sua primeira esposa, Arline Greenbaum morreu de tuberculose) e sua crítica ao sistema de ensino de ciências no Brasil.
O título do livro deriva da resposta de uma mulher na Universidade de Princeton quando, depois que ela perguntou ao recém-chegado Feynman, se ele queria creme ou limão em seu chá, ele pediu ambos (não sabendo que eles iriam coagular).